# 愤怒的小鸟大电影
《愤怒的小鸟大电影》（英語：The Angry Birds Movie）是一部2016年芬兰、美国合拍的3D电脑动画喜剧电影，改编自同名游戏《愤怒的小鸟》。本片由克雷·凱帝斯和佛葛爾·雷利联合执导，約翰·寇恩（John Cohen）和凯瑟琳·温德联合监制，強·維迪编剧。主要配音员有傑森·蘇戴西斯、喬許·蓋德、丹尼·麥克布萊德、瑪雅·魯道夫、比爾·哈德和彼得·丁拉基。續集《憤怒鳥大電影2》於2019年上映。

## 劇情
在一座與世隔絕的美麗小島上，住著一群樂天知命但却不会飞的鳥。不過易怒的銳德、亢奮急速的恰克和容易爆炸的砰伯，總是因為各自的怪性格而不被其他的鳥接納。
有一次，銳德要送生日蛋糕到愛德華和艾娃的家，慶祝他們的孩子提莫西生日快樂，結果生日派对已經结束了，爱德华不想付钱，所以阿雄很憤怒的將蛋糕砸到愛德華臉上，還讓他們家的小孩，也是提摩西的弟弟迪倫提早出生，更慘的是還認銳德為爹地。法官聽到此事，覺得銳德有一個易怒的老毛病，但沒想到，銳德卻認為他沒有毛病，甚至還揭開法官在長袍裡面的把戲，賽勒斯打一個噴嚏使法官摔一跤，這也讓法官宣判銳德必須接受憤怒管理課程。
在憤怒管理課程中，銳德認識了恰克、砰伯、特倫斯還有心靈導師白公主。雖然自己本身不願意接受憤怒管理課程，但還是被強迫參加，白公主為了让鸟儿们能在这里，化憤怒為力量而要他們做瑜珈姿勢，其中砰伯不小心失控而爆炸。放學後每隻鳥都回到自己家裡休息。
突然有一天，一群神秘兮兮的綠豬乘船来到這座世外小島，尽管猪群受到大多数鸟兒的欢迎，但是被这些綠猪們破壞房屋的銳德，却怀疑這群神秘兮兮的綠豬一定有什麼陰謀，覺得事情並沒有那麼簡單，所以銳德在闖入綠豬們的船之後，到迎接派對上就告訴這些鳥兒，說他們有一大堆奇奇怪怪的道具，還有一大群綠豬，充滿危險的氣息，但這些鳥兒並沒有聽進銳德的勸告；某天早上，白公主帶領憤怒管理課程的學生到戶外畫畫，主題是畫出自己的痛苦。恰克將自己的自畫像畫得高大又強壯，砰伯用顏料展現出爆炸的感覺，特倫斯在畫中表達他對白公主的愛意，而銳德則是畫了一系列綠豬伦纳德的痛苦。剛好史黛拉帶領法官和綠豬們，探索小鸟岛的历史而經過，銳德問伦纳德他們是來小鳥島上探險還是亡命的，不然綠豬們怎麼會接踵而來？法官覺得銳德這麼說會讓他們難堪，還說出憤怒不是解決問題的辦法。
因此他和恰克、砰伯去寻找在鳥類中唯一會飛的傳奇英雄——鹰神，費了一番功夫終於來到山頂上，而恰克和砰伯喝下“智慧之湖”的水之後，還跑進去游泳。他們上岸後才發現“智慧之湖”的來源，鷹神歡迎銳德、恰克和砰伯前來拜訪而讓他們進到山洞內，後來在鷹神的山顶上，他们終於发现了绿猪的阴谋——他們舉辦一場派對，讓鳥兒們沉浸在派對當中，再偷走所有鸟蛋，破坏他们的家园。就在小鸟岛受到家毁蛋丟的沉重打击后，鳥兒們終於相信銳德，在迎接派對上說的話全都是對的，因此銳德成為了鳥類的新領袖。
为了报仇并救回鸟蛋，銳德率领所有鳥兒建造一艘船，並且叫大家不要當個樂天知命的小鳥，要學會憤怒。於是這艘船就朝着猪猪岛的方向前进。此時，在豬豬島上正在舉行新國王的加冕儀式，伦纳德國王宣布兩天後，舉辦一場盛宴來吃鳥蛋，銳德利用伦纳德留給他們的巨大彈弓，率領鳥兒們破壞他們的社區，卻讓倫納德臨時改變計畫，要他們在中午就把鳥蛋吃掉，並且如果發現有任何鳥兒破壞他們的社區就要馬上抓住他們。結果，銳德、恰克和砰伯都進入他們的城堡。這也讓倫納德下令轉移所有鳥蛋並出動飛豬空襲大隊，試圖將鳥兒們炸得粉身碎骨。當銳德、恰克和砰伯計畫怎麼解決守衛進到關有鳥蛋的房間，恰克以迅雷不及掩耳的速度惡作劇讓其中一隻綠豬被追著打。而鷹神也來到豬豬島幫助銳德、恰克和砰伯，把鳥蛋運送回去，但是綠豬們卻死都不放手，結果其中一顆鳥蛋掉進城堡裡，也讓銳德為了那一顆鳥蛋只能放手跟倫納德決鬥，此時，飛豬空襲大隊緊追不捨，砰伯決定要將飛機的坡道炸掉而留下來，卻怎麼也無法引爆，隨著開飛機的綠豬越來越逼近時，終於使砰伯發怒進而引發大規模爆炸。
後來銳德跟倫納德來到吊燈上，吊燈中間有一顆大石頭，卻無法承受住他們倆一直搖晃，也讓他們進入了最地底下的炸藥儲藏室，之後，銳德拿開炸藥箱，讓倫納德掉下去，然後讓他手上拿的蠟燭引爆炸藥，導致城堡毀滅。经过一番艰苦的较量，鳥類靠著他們的努力以及鷹神的幫助下，終於獲得勝利。銳德成功救回了藍弟弟三兄弟，並且還給他們的父母親。
小鳥島恢復生機，鳥兒們建造了一座新的鷹神雕像，來記錄鷹神救了鳥蛋的偉大事蹟，而銳德以前被綠豬們破壞的房子，也獲得修復並且搬回村子，得到了英雄式的歡呼和掌聲，特倫斯跟白公主也成為一對情侶，從此以後銳德成為了鳥島上的英雄。而恰克和砰伯也一起住進銳德的房子，成為銳德最要好的室友。

## 角色介紹
銳德（Red）
他的火爆脾氣讓他成為島上最不受待見的小鳥之一，絕不人云亦云使他有些不合群。觀察力敏銳的他是第一個發現綠豬成群來訪似乎有所圖謀，也是他最終成為領袖帶領小鳥們來到豬城堡奪回鳥蛋。原型是北美紅雀／沙漠紅雀。
恰克（Chuck、Sakke（芬蘭語））
天生喜歡展現自我成為焦點。天賦異稟的他擁有快如閃電的速度，可以瞬時從一端穿越到另外一端，思維也非常跳躍，其他小鳥很難跟上他的節奏。原型是乳白啄木鳥／金丝雀。
砰伯（Bomb、Pommi（芬蘭語））
脾氣有點爆，患有「間歇性爆炸症」，一受驚嚇、緊張或憤怒就會爆炸，這也是他接受不了意外驚喜的原因。憨厚呆萌的他體積雖然龐大又笨重，但卻是一個不折不扣的暖男。原型是林八哥／普通潜鸟／大安的列斯紅腹灰雀。
白公主（Matilda）
個性溫順，喜歡種植蔬菜、花花草草和烹飪。她是憤怒管理課程的心靈導師，營運一個憤怒管理課程中心，讓鳥兒們能在這裡化憤怒為力量，尋找內心的平靜。非常強調自身的幸福快樂。原型是母鸡。
倫納德（Leonard）
小豬的領袖，為本电影的主要反派角色，看上去蠢萌但其實超愛搗蛋的綠豬們的首領，他們來到小鳥島意有所圖。正是他們的到來改變了銳德的性格和脾氣，繼而讓銳德成為了帶領小鳥反抗倫納德的領軍人物。
威猛鷹神（Mighty Eagle、Mahti Kotka（芬蘭語））
無敵神鷹，在銳德眼中就是神一樣的存在，當他們認定災難將來臨時跑去向鷹神求助。而鷹神住處附近的池水都被恰克和砰伯看做神鷹流動的智慧，誰想在恰克和砰伯喝下這些「智慧」之後，才發現這些池水的真正來源。原型是白頭海鵰。
史黛拉（Stella）
典型的樂觀主義者。十分喜歡探索小鳥島的歷史，也非常樂於和大家分享自己所了解的知識，是島上的嚮導。遊戲中會把周圍的東西弄上泡泡，使其向上移動，在電影中不會。原型是粉紅鳳頭鸚鵡。
特倫斯（Terence、Tero（芬蘭語））
外表兇狠讓人自覺退避三舍的「超級大紅」，力大無窮的他在這群小鳥中顯得與眾不同，雖然他似乎不喜多言，在「銳德」的小隊里卻是難以被忽視的存在，喜歡白公主。原型和銳德一樣是北美紅雀／沙漠紅雀。
羅斯（Ross、Roni（芬蘭語））
倫納德的小豬跟班。
法官派金帕（Judge Peckinpah、Tuomari Nokkava（芬蘭語））
小鳥島上的法官，覺得銳德對綠豬的想法太過偏激，但島上的鳥蛋被綠豬們偷時才相信銳德是正確的，並且決定與其他的鳥前往豬豬島救回全部的鳥蛋。原型是烏林鴞／貓頭鷹。
哈爾（Hal、Hemmo（芬蘭語））
可以像迴力鏢一樣回到原來的地方。原型是翡翠綠巨嘴鳥。
泡泡（Bubbles、Ilmo（芬蘭語））
可以像氣球一樣膨脹並改變身體的形狀。原型是牙買加黃雀／橙腹擬黃鸝／斑胸黃鷂。
傑米、傑克、傑伊（Jim、Jake、Jay（The Blues））
小鳥三胞胎兄弟，原型是東藍鴝／山藍鴝／紅頰藍飾雀／冠蓝鸦。

### 配音員
| 配音                                         | 配音                           | 配音   | 配音   | 配音                  | 角色                                                     |
| 美國                                         | 芬蘭                           | 台灣   | 香港   | 大陸                  | 角色                                                     |
| -------------------------------------------- | ------------------------------ | ------ | ------ | --------------------- | -------------------------------------------------------- |
| 傑森·蘇戴西斯 艾丹·麥格勞與卡蘭·赫利（幼年） | 里庫·涅米寧                    | 林柏昇 | 張繼聰 | 劉北辰 張彥東（幼年） | 銳德（Red）                                              |
| 乔什·盖德                                    | 安蒂·朗                        | 黃尹宣 | 泰臣   | 趙路                  | 恰克（Chuck、Sakke（芬蘭語））                           |
| 丹尼·麥克布萊德                              | 约纳斯·萨尔塔莫                | 廖人帥 | 周柏豪 | 孟祥龍                | 砰伯（Bomb、Pommi（芬蘭語））                            |
| 瑪雅·魯道夫                                  | 碧尔约·黑基莱                  | 汪世瑋 | 鄧麗欣 | 武向彤                | 白公主（Matilda）                                        |
| 比爾·哈德                                    | 维勒·米吕林内                  | 林協忠 |        | 桂楠                  | 倫納德（Leonard）                                        |
| 彼特·丁拉基                                  | 汤米·科尔佩拉                  | 孫誠   | 潘文柏 | 郭易峰                | 威猛鷹神（Mighty Eagle、Mahti Kotka（芬蘭語））          |
| 凱特·麥金儂                                  | 葆拉·韦萨拉                    | 林佑俽 |        | 周帥                  | 史黛拉（Stella）                                         |
| 凱特·麥金儂                                  |                                |        |        | 張琦                  | 艾娃（Eva），綠絲冠僧帽鳥                                |
| 西恩·潘                                      |                                |        |        |                       | 特倫斯（Terence、Tero（芬蘭語））                        |
| 托尼·海爾                                    | 卡里·凯托宁                    | 江志倫 |        | 胡藝                  | 羅斯（Ross、Roni（芬蘭語））                             |
| 托尼·海爾                                    |                                | 劉傑   |        | 劉聖博                | 啞劇（Mime），澳洲斑胸草雀                               |
| 托尼·海爾                                    |                                |        |        |                       | 賽勒斯（Cyrus），灰頰畫眉鳥                              |
| 基根-麥可·奇                                 | 佩克·斯滕贝里（Peik Stenberg） | 袁光麟 |        | 程玉珠                | 法官派金帕（Judge Peckinpah、Tuomari Nokkava（芬蘭語）） |
| 布萊克·謝爾頓                                | 安蒂·派科宁                    |        |        |                       | 伯爵豬（Earl）                                           |
| 安東尼·帕迪亞                                | 亚雷·布兰德（Jare Brand）      |        |        |                       | 哈爾（Hal、Hemmo（芬蘭語））                             |
| 伊恩·席克斯                                  | 维勒·加勒（Ville Galle）       | 夏治世 |        |                       | 泡泡（Bubbles、Ilmo（芬蘭語））                          |
| 查莉 XCX                                     |                                |        |        |                       | 柳（Willow），鳳冠鳩                                     |
| 泰塔斯·伯傑斯                                |                                |        |        |                       | 相機豬（Photog）                                         |
| 比利·埃西納                                  |                                |        |        |                       | 廚師豬（Chef Pig）                                       |
| 比利·埃西納                                  |                                |        |        |                       | 菲利普（Phillip）                                        |
| 漢尼拔·布瑞斯                                |                                | 魏伯勤 |        | 张拯                  | 愛德華（Edward），綠絲冠僧帽鳥                           |
| 伊克·巴里霍爾茨                              |                                |        |        |                       | 小小（Tiny）                                             |
| 馬克斯·查爾斯                                |                                |        |        | 詹佳                  | 巴比（Bobby），紫崖燕                                    |
| 吉莉安·巴爾                                  |                                |        |        |                       | 海倫（Helene），紫崖燕                                   |
| 阿塔拉·米歇爾                                |                                |        |        |                       | 足球男孩伯德（Soccer Boy Bird），西丛鸦                  |
| 傑森·弗里基奧內（Jason Fricchione）          |                                |        |        |                       | 亞歷克斯／麥克（Alex／Mike），灰蓝裸鼻雀                 |
| 吉莉安·巴爾                                  |                                |        |        |                       | 瑜伽老師（Yoga Instructor），牛霸鹟                      |
| 克莉絲提拉·阿朗佐                            |                                |        |        |                       | 雪莉（Shirley），大鵰鴞                                  |
| 丹妮尔·布鲁克斯                              |                                |        |        | 卢晓彤                | 莫妮卡（Monica）                                         |
| 凱文·比格利（Kevin Bigley ）                 |                                |        |        |                       | 格雷格（Greg），山藍鴝                                   |
| 丹妮尔·布鲁克斯                              |                                |        |        |                       | 奧莉芙（Olive），山藍鴝                                  |
| 羅密歐·山托斯                                |                                |        |        |                       | 老鳥（Early Bird）                                       |
| 傑弗利·阿蘭德                                |                                |        |        |                       | 老師鳥（Day Care Teacher Bird）                          |
| 艾娃·阿克里斯                                |                                |        |        |                       | 提莫西（Timothy），綠絲冠僧帽鳥                          |
| 文森·奧斯瓦爾德（Vincent Oswald）            |                                |        |        |                       | 迪倫（Dylan），綠絲冠僧帽鳥                              |
| 艾利克斯·布斯汀                              |                                |        |        |                       | 索菲鳥（Sophie Bird）                                    |
| 艾利克斯·布斯汀                              |                                |        |        |                       | 佩姬鳥（Peggy Bird）                                     |
| 喬西·羅伯特·湯普森                           |                                |        |        |                       | 布萊德鳥（Brad Bird），紫崖燕                            |
| 喬西·羅伯特·湯普森                           |                                |        |        |                       | 丹尼薩克斯風鳥（Dane the Saxophone Bird）                |
| 弗萊德·塔塔斯克                              |                                |        |        |                       | 蒙迪豬（Monty Pig）                                      |
| 強尼·科亨                                    |                                |        |        |                       | 強尼鳥（Johnny Bird）                                    |
| 克雷·凱蒂斯                                  |                                |        |        |                       | 克林頓摔角鳥（Clayton the Waiter Bird）                  |
| 佛格·雷利                                    |                                |        |        |                       | 福爾曼豬（Foreman Pig）                                  |
| 凱瑟琳·溫特                                  |                                |        |        |                       | 比利（Billy the Sign）                                   |
| 皮爾斯·加格農                                |                                |        |        |                       | 傑米（Jim（The Blues））                                 |
| 歐文·懷爾德·瓦卡羅                           |                                |        |        |                       | 傑克（Jake（The Blues））                                |
| 諾亞·史納普                                  |                                |        |        |                       | 傑伊（Jay（The Blues））                                 |

## 製作
芬蘭遊戲公司Rovio娱乐指定位於加拿大溫哥華的索尼影業圖形圖像運作公司（Sony Pictures Imageworks）為改編動畫電影的製作基地，並雇用前漫威漫畫工作室（Marvel Studios）的執行製作人大衛·梅塞爾任此片的製作人。2014年9月29日，官方網站正式上線。同年10月1日，正式公佈動畫電影的配音陣容。

## 發行
2016年5月13日在芬蘭和英國上映，美國於2016年5月20日上映。並且於2016年7月29日推出數位版、上架iTunes平台，2016年8月16日推出藍光DVD版。

## 反響

### 專業評價
爛番茄新鮮度44%，基於156條評論，平均分為4.94/10，而在Metacritic上得到43分，IMDB上得6.3分，評價兩極。

### 票房
北美首周末取得3900万美元登顶冠军。次周末收入1875万列第三位。
中国大陆首周3天取得1.966亿人民币夺冠，次周收获1.45亿居亚军，最终累计5.12亿。
最終票房為3.52億美元。
| 上一届： 《美國隊長3：英雄內戰》 | 2016年美國週末票房冠軍 第21周     | 下一届： 《X战警：天启》                 |
| 上一届： 《美国队长3》           | 2016年中国内地一周票房冠军 第21周 | 下一届： 《爱丽丝梦游仙境2：镜中奇遇记》 |

### 相关争议
在本片的中國大陸配音版本中，出现了“你行你上，不行别BB”、“你妹”、“我擦”等粗口台词。但电影院负责人表示，很多动画片已经同时将成年人和小朋友作为目标观众，因此在剧情、台词等方面会出现成人化、网络化的趋势。一名影评人表示，《愤怒的小鸟》的快乐已过于成人化。由于这一原因，本片在美国电影分级制度中，被评为PG级（建议在家长指引下观看）。

## 續集
2016年8月，在該電影上映3個多月之後，Rovio執行長Kati Levoranta表示：「我們已經開始計劃憤怒鳥玩電影的續集。」這也表示Rovio正在計劃製作《憤怒鳥玩電影2》。
2017年4月26日，索尼影業正式宣布《憤怒鳥玩電影2》將在2019年9月6日上映。《憤怒鳥玩電影2》的導演將由卡通頻道《阿嗨大冒險》主創兼《探險活寶》編劇 Thurop Van Orman 和《一家之主》、《瑞克和莫蒂》分鏡師 John Rice 共同執導，《冰原歷險記》編劇 Peter Ackerman 執筆劇本，《神偷奶爸》John Cohen 為動畫製片，另外前作的美術指導 Pete Oswald 和角色藝術總監 Francesca Natale 均將回歸。